# Rebelia nocturnella
Rebelia nocturnella is een vlinder uit de familie zakjesdragers (Psychidae). De wetenschappelijke naam van deze soort is voor het eerst geldig gepubliceerd in 1876 door Alpheraky.
De soort komt voor in Europa.